# Bagh (Azad Cachemire)
 (mai 2018).
Si vous disposez d'ouvrages ou d'articles de référence ou si vous connaissez des sites web de qualité traitant du thème abordé ici, merci de compléter l'article en donnant les références utiles à sa vérifiabilité et en les liant à la section « Notes et références ».
Bagh (ourdou : باغ) est la capitale du district homonyme, dans l'Azad Cachemire, au Pakistan. La ville est située à la confluence de deux nullahs (ruisseaux), Malwani et Mahl (ماہلوانی اور ماہل). Située à 93 km de Muzaffarabad, la ville a joué un rôle dans la création de l'Azad Cachemire.
Les premiers affrontements entre l'armée hindou de la dynastie Dogra et les musulmans eurent lieu dans cette ville. Lors de manifestations hostiles au maharaja, l'armée a ouvert le feu à Huda Bari (ہودا باڑی) à Bagh. Après cet incident, la contestation contre le Maharaja Hindou prit forme. Le lendemain, Sardar Abdul Qayyum (appelé plus tard Moudjahid e Awal, quand une partie du Cachemire était libre du Maharaja hindou et des forces Indiennes) mena une réunion sur la montagne de Neela Butt (en) (نیلا بٹ پہاڑی) pour planifier la lutte.

## Langue et Histoire
Le pahari et le gojri sont les principales langues parlées à Bagh.
Avant d'obtenir le statut de district indépendant en 1987, la ville faisait partie du District de Poonch. C'est également le berceau de la rebellion pooch. En 1947, 50 000 poonchis servaient dans l'armée britannique. Les indigènes se rebellèrent contre le maharaja lorsque ce dernier a confisqué leurs armes pour les redistribuer aux sikhs et hindous. Poonch fut l'un des principaux terrains de recrutement pour les Britanniques, en partie du fait de l'absence d'opportunités économiques dans la région. De nombreuses tribus sont installées à Bagh. La plus importante est celle des Maldiyals. Les tribus Raja et Abbassi sont aussi importantes.
La rébellion armée a commencé dans le district de Poonch début octobre 1947. La première Shaheed pris place à Bagh, à Hodda Bari où les troupes du maharaja ont ouvert le feu sur les manifestants qui hissaient le drapeau Pakistanais. Les sources de la Conférence musulmanes parlent de centaines de victimes lors du lever du drapeau vers le 15 août, et que le maharaja mis en place un « règne de la terreur », dès le 24 août. D'après le Britannique, Richard Symonds, les habitants lui ont rapporté que l'armée avait tiré sur la foule et brûlé des maisons et des villages sans discernement. Les membres de la tribu Maldiyal se sont alors organisés pour créer une force défensive. Beaucoup de femmes et d'enfants ont dû se cacher dans les montagnes environnant Bagh pour éviter les attaques des villageois sikhs. Les villages sikhs qui ont été abandonnés ont été prises dans le Batul-Mal et, plus tard, redistribuer aux personnes venant d'autres régions du Cachemire.

## Tremblement de terre de 2005
Le 8 octobre 2005, Bagh a été frappé par un tremblement de terre dévastateur qui a tué plus de 8 500 personnes, ce qui représentait 10% de la population. La plupart des victimes étaient des enfants qui se trouvaient alors à l'école. Les bâtiments les plus touchés furent une école portant le nom de Spring Field Children (où plus de 300 enfants sont morts). De nombreuses vies auraient pu être sauvées si le village avait l'équipement de sauvetage adéquate. L'ensemble de la ville a été détruit et reconstruit avec l'aide du gouvernement.

## Géographie
Bagh est situé à 93 kilomètres de Muzaffarabad, la capitale de l'Azad Cachemire. Il est de 160 kilomètres d'Islamabad, capitale du Pakistan. La ville est située à la confluence de deux mini nallahs, Mahlwani et Mahl. Topographiquement, le district est montagneux avec une végétation constituées de forêts de pins verts. L'altitude de la vallée de Bagh est de 1038m. Bagh est situé à 30km de la montagne Ganga Choti.